# Webquest
Et webquest er en opgave, der løses via internettet. Grundidéen med en webquest er, at elever/kursister/studerende skal undersøge en problemstilling ud fra en på forhånd defineret rolle.
Et eksempel på en webquest kunne være en gymnasieklasse, der i samfundsfag fik stillet opgaven at undersøge uddannelsesmulighederne i Afghanistan. Klassen ville blive delt op i en række grupper, der hver fik en rolle: Én gruppe kunne agere en ung kvinde i en lille landsby, én kunne være søn af en krigsherre etc. Det ville derefter være gruppens opgave, at undersøge (eventuelt ved hjælp af links relevante links udleveret af underviseren), hvordan denne persons uddannelsesmuligheder tager sig ud.
Webquests er blevet meget populære med gymnasiereformen, der stiller krav om, at eleverne på de gymnasiale uddannelser arbejder med IT som en integreret del af undervisningen. Webquestens form gør den desuden egnet til anvendelse i tværfaglige projektarbejder.